# Karate en los Juegos Europeos de Cracovia 2023
El karate en los III Juegos Europeos se realizó en la Arena de Bielsko-Biała (Polonia) el 22 y el 23 de junio de 2023.
En total fueron disputadas en este deporte 12 pruebas diferentes, 6 masculinas y 6 femeninas.

## Medallistas

### Masculino
| Evento                      | Oro                                | Plata                           | Bronce                                                 |
| --------------------------- | ---------------------------------- | ------------------------------- | ------------------------------------------------------ |
| Kata (22 de junio)          | Damián Quintero Capdevila · España | Ali Sofuoğlu · Turquía          | Yuki Ujihara · Suiza Mattia Busato · Italia            |
| Kumite –60 kg (22 de junio) | Eray Şamdan · Turquía              | Jristos-Stefanos Xenos · Grecia | Angelo Crescenzo · Italia Nikita Filipov · Ucrania     |
| Kumite –67 kg (22 de junio) | Tural Ağalarzadə · Azerbaiyán      | Dionysios Xenos · Grecia        | Ștefan Comănescu · Rumania Miłosz Sabiecki · Polonia   |
| Kumite –75 kg (23 de junio) | Andri Zaplitny · Ucrania           | Daniele De Vivo · Italia        | Erman Eltemur · Turquía Quentin Mahauden · Bélgica     |
| Kumite –84 kg (23 de junio) | Alvin Karaqi · Albania             | Brian Timmermans · Países Bajos | Michał Bąbos · Polonia Michele Martina · Italia        |
| Kumite +84 kg (23 de junio) | Anđelo Kvesić · Croacia            | —                               | Goguita Arkania · Georgia Asiman Qurbanlı · Azerbaiyán |

1. ↑  La medalla de plata no fue otorgada por descalificación del contrincante.

### Femenino
| Evento                      | Oro                          | Plata                     | Bronce                                                     |
| --------------------------- | ---------------------------- | ------------------------- | ---------------------------------------------------------- |
| Kata (22 de junio)          | Paola García Lozano · España | Helvétia Taily · Francia  | Georgina Xenu · Grecia Ana Carriço da Cruz · Portugal      |
| Kumite –50 kg (22 de junio) | Bettina Plank · Austria      | Erminia Perfetto · Italia | Irene Kontú · Chipre Serap Özçelik Arapoğlu · Turquía      |
| Kumite –55 kg (22 de junio) | Anzhelika Terliuga · Ucrania | Ivet Goranova · Bulgaria  | Jennifer Warling · Luxemburgo Tuba Yakan · Turquía         |
| Kumite –61 kg (23 de junio) | Reem Khamis · Alemania       | Anita Seroguina · Ucrania | Alessandra Mangiacapra · Italia Gülbahar Gözütok · Turquía |
| Kumite –68 kg (23 de junio) | İrina Zaretska · Azerbaiyán  | Elena Quirici · Suiza     | Alizée Agier · Francia Anita Makian · Armenia              |
| Kumite +68 kg (23 de junio) | Johanna Kneer · Alemania     | Clio Ferracuti · Italia   | María Torres García · España Kyriakí Kydonaki · Grecia     |

## Medallero
| Núm. | País         | Oro | Plata | Bronce | Total |
| ---- | ------------ | --- | ----- | ------ | ----- |
| 1    | Ucrania      | 2   | 1     | 1      | 4     |
| 2    | Azerbaiyán   | 2   | 0     | 1      | 3     |
| 2    | España       | 2   | 0     | 1      | 3     |
| 4    | Alemania     | 2   | 0     | 0      | 2     |
| 5    | Turquía      | 1   | 1     | 4      | 6     |
| 6    | Albania      | 1   | 0     | 0      | 1     |
| 6    | Austria      | 1   | 0     | 0      | 1     |
| 6    | Croacia      | 1   | 0     | 0      | 1     |
| 9    | Italia       | 0   | 3     | 4      | 7     |
| 10   | Grecia       | 0   | 2     | 2      | 4     |
| 11   | Francia      | 0   | 1     | 1      | 2     |
| 11   | Suiza        | 0   | 1     | 1      | 2     |
| 13   | Bulgaria     | 0   | 1     | 0      | 1     |
| 13   | Países Bajos | 0   | 1     | 0      | 1     |
| 12   | Polonia      | 0   | 0     | 2      | 2     |
| 16   | Armenia      | 0   | 0     | 1      | 1     |
| 16   | Bélgica      | 0   | 0     | 1      | 1     |
| 16   | Chipre       | 0   | 0     | 1      | 1     |
| 16   | Georgia      | 0   | 0     | 1      | 1     |
| 16   | Luxemburgo   | 0   | 0     | 1      | 1     |
| 16   | Portugal     | 0   | 0     | 1      | 1     |
| 16   | Rumania      | 0   | 0     | 1      | 1     |
|      | TOTAL        | 12  | 11    | 24     | 47    |